# Joaquim Nunes Claro
Joaquim Nunes Claro (Lisboa, 20 de Abril de 1878 — Sintra, 4 de Maio de 1949), foi um médico e escritor português.
Como médico trabalhou, durante a I Guerra Mundial no hospital militar em Hendaia.
Como escritor pode-se referir que a tertúlia Clária que era frequentada por Álvaro de Castro, Matos Sequeira, Henrique de Vilhena e outros, deve o seu nome ao poeta Joaquim Claro.
Colaborou em revistas como Revista nova (1901-1902), e D. Quixote, Arte & vida (1904-1906), Atlântida (1915-1920) e no periódico O Azeitonense  (1919-1920).

## Obras
- Oração da Fome e a Cinza das Horas